# Zimowa Uniwersjada 1970

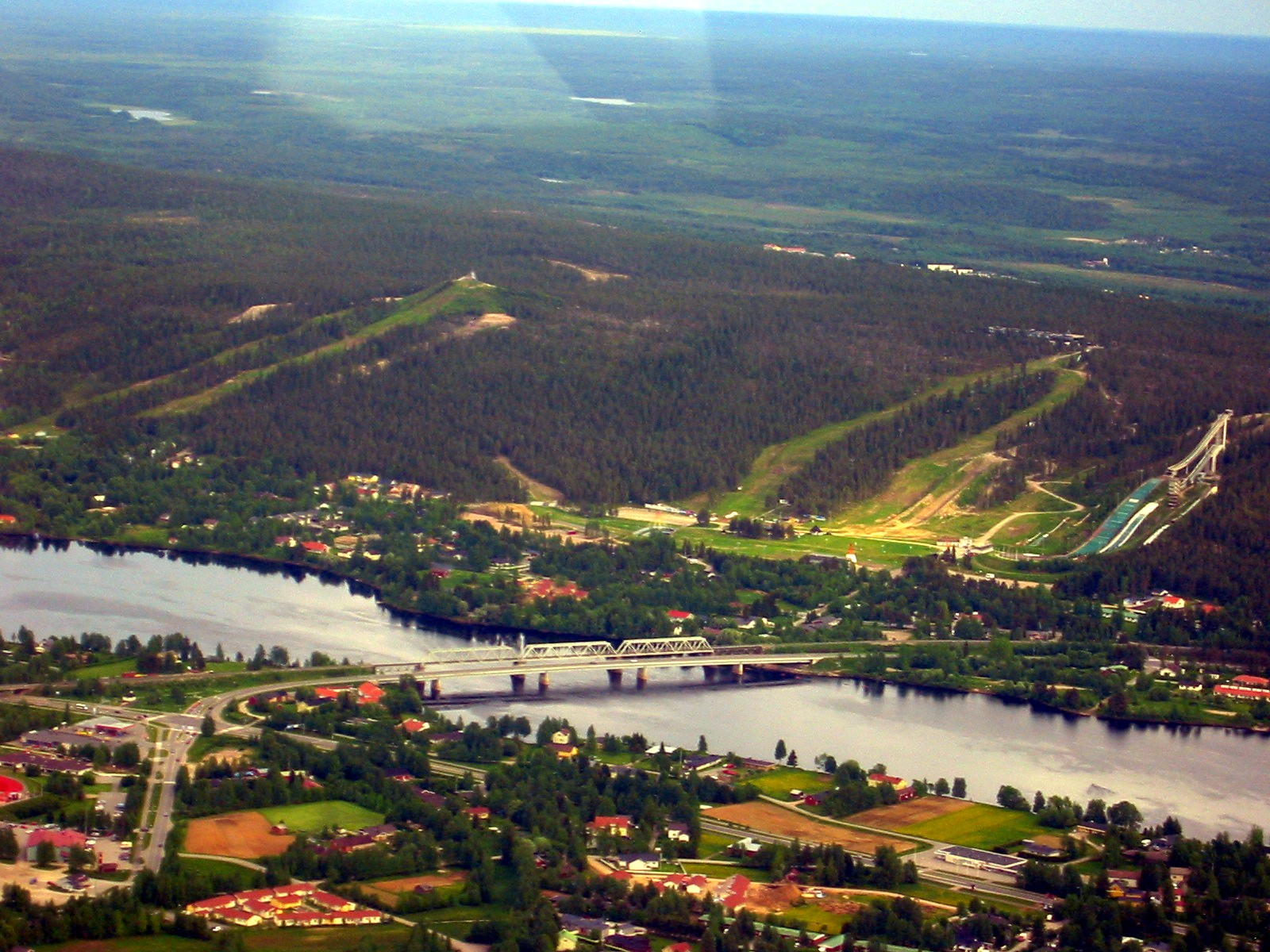
Obiekty narciarskie w Rovaniemi

6. Zimowa Uniwersjada – międzynarodowe zawody sportowców – studentów, które odbyły się w fińskim Rovaniemi w Laponii. Impreza została zorganizowana między 3 a 9 kwietnia 1970 roku. Do Finlandii przybyło 591 zawodników z 25 krajów. Nad organizacją zawodów czuwała Fédération Internationale du Sport Universitaire. 

## Polskie medale
Reprezentanci Polski zdobyli 3 medale. Wynik ten dał polskiej drużynie 5. miejsce w klasyfikacji medalowej.

### Srebro
- Andrzej Bachleda-Curuś II – narciarstwo alpejskie, slalom gigant
- Andrzej Bachleda-Curuś II – narciarstwo alpejskie, kombinacja

### Brąz
- Maria Krok, Teresa Merena, Krystyna Turowska – narciarstwo klasyczne, sztafeta 4 x 5 km

## Klasyfikacja medalowa
| Klasyfikacja medalowa | Klasyfikacja medalowa | Klasyfikacja medalowa | Klasyfikacja medalowa | Klasyfikacja medalowa | Klasyfikacja medalowa |
| --------------------- | --------------------- | --------------------- | --------------------- | --------------------- | --------------------- |
| Miejsce               | Reprezentacja         | Złoto                 | Srebro                | Brąz                  | Razem                 |
| 1                     | ZSRR                  | 13                    | 16                    | 8                     | 37                    |
| 2                     | Stany Zjednoczone     | 5                     | 4                     | 1                     | 10                    |
| 3                     | RFN                   | 3                     | 1                     | 5                     | 9                     |
| 4                     | Czechosłowacja        | 3                     | 0                     | 0                     | 3                     |
| 5                     | Polska                | 0                     | 2                     | 1                     | 3                     |
| 6                     | Korea Północna        | 0                     | 1                     | 1                     | 2                     |
| 7                     | Austria               | 0                     | 0                     | 3                     | 3                     |
| 8                     | Japonia               | 0                     | 0                     | 2                     | 2                     |
| 9                     | Finlandia             | 0                     | 0                     | 1                     | 1                     |
| 9                     | Francja               | 0                     | 0                     | 1                     | 1                     |